# Festuca abyssinica
Fétuque d'Abyssinie
Espèce
Synonymes
- Festuca abyssinica var. abyssinica[1]
- Festuca gelida Chiov.[1]
- Festuca restituta Steud.[1]
- Festuca schimperiana A.Rich.[1]
- Koeleria afromontana Jacq.-Fél.[1]

Festuca abyssinica A.Rich. (ou Fétuque d'Abyssinie) est une espèce de plantes monocotylédones de la famille des Poaceae (graminées), famille des Pooideae, présente du golfe de Guinée au Cameroun, de l'Éthiopie au Mozambique.

## Description
La plante est vivace et cespiteuse avec des chaumes de 15 à 60 centimètres de long. La ligule mesure 0,5 à 1 millimètre de long et fait le tour de la membrane ciliée. Les limbes des feuilles sont filiformes et mesurent 3 à 25 centimètres de long et 1 à 3 millimètres de large. La panicule est contractée, linéaire, inflorescente et mesure 8 à 20 centimètres de long. Les épillets sont lancéolés, ovales, solitaires, de 6,5 à 12 millimètres de long, et ont des épillets fertiles pédicellés qui portent 2 à 6 fleurons fertiles qui ont un apex diminué. Il a également un cal poilu et des carènes paléales scaberuleuses.
Les glumes sont lancéolées, membraneuses et sans carènes, ont des sommets aigus, la seule différence étant la taille. Celui du haut mesure 5,5 à 8,5 millimètres de long, tandis que l'autre est ovale et mesure 6 à 10 millimètres de long. La lemme fertile mesure 6,5 à 9,5 millimètres de long et est également chartacée, elliptique et sans carènes avec une surface scaberuleuse. La lemme elle-même est mutique avec un sommet aigu. Les fleurs ont un ovaire poilu et trois étamines de 2 à 2,5 millimètres de long. Les fruits sont des caryopses avec un péricarpe supplémentaire qui, tout comme les fleurs, est également poilu. Le hile est linéaire.

## Distribution et habitat
L'aire de répartition originelle de Festuca abyssinica s'étend dans les régions tropicale d'Afrique centrale, orientale et australe. On la rencontre notamment dans les pays suivants :  Éthiopie, Kenya, Tanzanie, Ouganda, Cameroun, Guinée équatoriale (Bioko), Zaire, Angola, Malawi, Mozambique, Zambie, Zimbabwe.
La variété Festuca abyssinica var. abyssinica est présente au Cameroun (mont Cameroun et monts Bamboutos), en Guinée équatoriale (Bioko) et en Afrique de l'Est.
Festuca abyssinica pousse dans les prairies de montagne, généralement dans des sols humides et souvent tourbeux.

## Liste des variétés et sous-espèces
Selon Tropicos (5 octobre 2017) (Attention liste brute contenant possiblement des synonymes) :
- sous-espèces :
  - Festuca abyssinica subsp. abyssinica
  - Festuca abyssinica subsp. acamptophylla St.-Yves
- variétés : 
  - Festuca abyssinica var. abyssinica
  - Festuca abyssinica var. acuta Rendle
  - Festuca abyssinica var. intermedia St.-Yves
  - Festuca abyssinica var. keniana St.-Yves
  - Festuca abyssinica var. schimperiana (A. Rich.) St.-Yves
  - Festuca abyssinica var. supina Pilg. ex St.-Yves